# Copestylum gibberum
Copestylum gibberum är en tvåvingeart som först beskrevs av Ignaz Rudolph Schiner 1868.  Copestylum gibberum ingår i släktet Copestylum och familjen blomflugor.
Artens utbredningsområde är Colombia. Inga underarter finns listade i Catalogue of Life.